# Martin Frýdek (1992)
Martin Frýdek (Hradec Králové, 24 maart 1992) is een Tsjechisch voetballer die doorgaans uitkomt als middenvelder. In augustus 2024 verruilde hij FC Luzern voor Aris Saloniki. Frýdek maakte in 2016 zijn debuut in het Tsjechisch voetbalelftal.

## Clubcarrière
Frýdek speelde in de jeugdopleiding van Sparta Praag, waar hij in 2011 terechtkwam in het eerste elftal. Zijn debuut maakte de middenvelder op 24 februari 2012, toen door een eigen doelpunt van Pavel Dvořák met 1–0 verloren werd van FC Hradec Králové, de club uit de geboortestad van Frýdek. Die mocht van coach Václav Jílek in de basis beginnen; acht minuten voor het einde van de wedstrijd werd hij vervangen door Miroslav Slepička.
In de zomer van 2012 werd Frýdek voor een half jaar verhuurd aan het Slowaakse FK Senica, waarvoor hij tot vijftien competitiewedstrijden kwam. Na dat halve jaar nam Slovan Liberec hem over. Tweeënhalf jaar zou hij overwegend basisspeler zijn bij Slovan en in het seizoen 2014/15 kroonde de club zich met hem tot bekerwinnaar. In de daaropvolgende zomer verkaste Frýdek naar Sparta Praag, waar hij zijn handtekening zette onder een verbintenis voor de duur van drie seizoenen. Na twee seizoenen werd deze verbintenis met twee jaar verlengd tot medio 2020.
In 2020 liep zijn contract af en in oktober van dat jaar ging hij in Zwitserland voor FC Luzern spelen. Gedurende vier seizoenen had Frýdek grotendeels een basisplaats bij Luzern. Hij stapte medio 2024 over naar Aris Saloniki.

## Clubstatistieken
| Seizoen | Club           | Competitie     | Competitie | Competitie | Beker | Beker | Internationaal | Internationaal | Totaal | Totaal |
| Seizoen | Club           | Competitie     | Wed.       | Dlp.       | Wed.  | Dlp.  | Wed.           | Dlp.           | Wed.   | Dlp.   |
| ------- | -------------- | -------------- | ---------- | ---------- | ----- | ----- | -------------- | -------------- | ------ | ------ |
| 2011/12 | Sparta Praag   | Gambrinus Liga | 2          | 0          | 1     | 0     | 0              | 0              | 3      | 0      |
| 2012/13 | → FK Senica    | Fortuna Liga   | 15         | 0          | 2     | 1     | 2              | 0              | 19     | 1      |
| 2012/13 | Slovan Liberec | Gambrinus Liga | 14         | 0          | 4     | 0     | —              | —              | 18     | 0      |
| 2013/14 | Slovan Liberec | Gambrinus Liga | 25         | 0          | 1     | 0     | 13             | 1              | 39     | 1      |
| 2014/15 | Slovan Liberec | Gambrinus Liga | 25         | 2          | 7     | 3     | 2              | 0              | 34     | 5      |
| 2015/16 | Sparta Praag   | Gambrinus Liga | 22         | 0          | 4     | 0     | 13             | 2              | 39     | 2      |
| 2016/17 | Sparta Praag   | Gambrinus Liga | 9          | 2          | 0     | 0     | 6              | 0              | 15     | 2      |
| 2017/18 | Sparta Praag   | Gambrinus Liga | 21         | 1          | 0     | 0     | 2              | 0              | 23     | 1      |
| 2018/19 | Sparta Praag   | Gambrinus Liga | 33         | 2          | 3     | 0     | 2              | 0              | 38     | 2      |
| 2019/20 | Sparta Praag   | Gambrinus Liga | 25         | 2          | 5     | 1     | 0              | 0              | 30     | 3      |
| 2020/21 | FC Luzern      | Super League   | 30         | 0          | 4     | 0     | —              | —              | 34     | 0      |
| 2021/22 | FC Luzern      | Super League   | 25         | 0          | 5     | 0     | 2              | 0              | 32     | 0      |
| 2022/23 | FC Luzern      | Super League   | 29         | 3          | 2     | 0     | —              | —              | 31     | 3      |
| 2023/24 | FC Luzern      | Super League   | 27         | 0          | 1     | 0     | 4              | 0              | 32     | 0      |
| 2024/25 | Aris Saloniki  | Super League   | 0          | 0          | 0     | 0     | —              | —              | 0      | 0      |
| Totaal  | Totaal         | Totaal         | 303        | 12         | 39    | 5     | 46             | 3              | 388    | 20     |

Bijgewerkt op 14 augustus 2024.

## Interlandcarrière
Frýdek maakte in 2016 zijn debuut in het Tsjechisch voetbalelftal. Op 24 maart werd in een oefenduel met 0–1 verloren van Schotland door een doelpunt van Ikechi Anya. De middenvelder mocht van bondscoach Pavel Vrba in de basis starten en hij werd in de rust vervangen door Jiří Skalák. De andere debutanten dit duel waren Tomáš Koubek (Slovan Liberec), Lukáš Mareček (Sparta Praag) en Jakub Rada (Mladá Boleslav).
| Interlands van Martin Frýdek voor Tsjechië | Interlands van Martin Frýdek voor Tsjechië | Interlands van Martin Frýdek voor Tsjechië | Interlands van Martin Frýdek voor Tsjechië | Interlands van Martin Frýdek voor Tsjechië | Interlands van Martin Frýdek voor Tsjechië | Interlands van Martin Frýdek voor Tsjechië |
| №                                          | Datum                                      | Wedstrijd                                  | Uitslag                                    | Competitie                                 | Goals                                      |                                            |
| Als speler bij Sparta Praag                | Als speler bij Sparta Praag                | Als speler bij Sparta Praag                | Als speler bij Sparta Praag                | Als speler bij Sparta Praag                | Als speler bij Sparta Praag                | Als speler bij Sparta Praag                |
| ------------------------------------------ | ------------------------------------------ | ------------------------------------------ | ------------------------------------------ | ------------------------------------------ | ------------------------------------------ | ------------------------------------------ |
| 1                                          | 24 maart 2016                              | Tsjechië – Schotland                       | 0 – 1                                      | Vriendschappelijk                          |                                            |                                            |
| 2                                          | 29 maart 2016                              | Zweden – Tsjechië                          | 1 – 1                                      | Vriendschappelijk                          |                                            |                                            |
| 3                                          | 31 augustus 2016                           | Tsjechië – Armenië                         | 3 – 0                                      | Vriendschappelijk                          |                                            |                                            |
| 4                                          | 8 november 2017                            | Tsjechië – IJsland                         | 2 – 1                                      | Vriendschappelijk                          |                                            |                                            |
| 5                                          | 11 november 2017                           | Qatar – Tsjechië                           | 0 – 1                                      | Vriendschappelijk                          |                                            |                                            |
| 6                                          | 23 maart 2018                              | Uruguay – Tsjechië                         | 2 – 0                                      | Vriendschappelijk                          |                                            |                                            |
| 7                                          | 26 maart 2019                              | Tsjechië – Brazilië                        | 1 – 3                                      | Vriendschappelijk                          |                                            |                                            |

Bijgewerkt op 14 augustus 2024.

## Erelijst
| Competitie      |                |                  |                |                |
| Competitie      | Aantal         | Jaren            |                |                |
| Slovan Liberec  | Slovan Liberec | Slovan Liberec   | Slovan Liberec | Slovan Liberec |
| --------------- | -------------- | ---------------- | -------------- | -------------- |
| Pohár FAČR      | 2              | 2014/15, 2019/20 |                |                |
| FC Luzern       |                |                  |                |                |
| Schweizer Pokal | 1              | 2020/21          |                |                |